# Lacidipina
La lacidipina è un farmaco antipertensivo, un derivato diidropiridinico, appartenente alla classe dei calcioantagonisti. Il farmaco trova utilizzo nel trattamento dell'ipertensione arteriosa. In Italia è commercializzato dalla società farmaceutica Glaxo Allen con il nome commerciale di Aponil, e dalla GlaxoSmithKline con il nome commerciale di Lacipil.

## Farmacodinamica
Lacidipina è un derivato 1-4 diidropiridinico ed è dotata di una potente e specifica attività verso i recettori dei canali dello ione calcio della muscolatura liscia vascolare. 
L'azione principale del farmaco consiste nella vasodilatazione delle arteriole periferiche e conseguente riduzione delle resistenze vascolari periferiche. Tale azione determina una pronta riduzione della pressione arteriosa. La molecola si caratterizza per la lunga durata d'azione.
Lacidipina è anche particolarmente attiva sulle cellule miocardiche e sulle cellule muscolari lisce delle arterie coronarie.
A livello cardiaco, la lacidipina determina una dilatazione delle arterie coronarie e particolarmente nei vasi di conduttanza di grosso calibro. Il farmaco inoltre riduce il tono della muscolatura liscia vascolare delle coronarie prevenendone così il vasospasmo.
Lacidipina determinerebbe inoltre una riduzione della ipertrofia ventricolare sinistra, un fattore di rischio cardiovascolare indipendente.

## Farmacocinetica
Dopo la somministrazione orale lacidipina è scarsamente assorbita dal tratto gastrointestinale. Il farmaco inoltre presenta un importante effetto di primo passaggio epatico. I due fattori spiegano la scarsa biodisponibilità assoluta, in media del 10%.
Il picco di concentrazione plasmatica viene raggiunto tra 30 e 150 minuti dall'assunzione del farmaco. Il legame del farmaco con le proteine plasmatiche, in particolare albumina e alfa-1-glicoproteina, super il 95%.
L'eliminazione avviene principalmente grazie al metabolismo epatico, il quale vede il coinvolgimento del citocromo P450 nella sua isoforma CYP3A4. Lacidipina non sembra avere alcun effetto di induzione o inibizione degli enzimi epatici. I metaboliti principali del farmaco presentano una bassissima attività farmacodinamica.
Il farmaco viene eliminato per il 70% circa sotto forma di metaboliti con le feci, e per il restante 30% con le urine.
L'emivita media di lacidipina allo steady state è compresa tra le 13 e le 19 ore.

## Usi clinici
Lacidipina trova indicazione nel trattamento dell'ipertensione arteriosa sia in monoterapia sia associata ad altre classi di farmaci antiipertensivi, quali ad esempio i beta-bloccanti, i diuretici oppure gli ACE-inibitori.

## Effetti collaterali e indesiderati
Alcuni degli effetti indesiderati più comuni sono le vampate di calore, la cefalea, l'edema particolarmente agli arti inferiori, le vertigini, la nausea e il vomito.  Relativamente comuni anche l'astenia e l'affaticamento, l'ipotensione arteriosa, l'ipoglicemia, la poliuria, il rash cutaneo, la mialgia e l'iperplasia gengivale.

## Controindicazioni
Angina instabile, stenosi aortica, shock cardiogeno.

## Dosi terapeutiche
Nell'adulto la dose iniziale è di 2 mg (corrispondente a mezza compressa da 4 mg) una volta al giorno. Il trattamento va adattato al singolo paziente con particolare riferimento alla gravità della malattia ipertensiva e alla risposta alla terapia.
La dose può essere aumentata a 4 mg (una compressa intera) e in rari casi fino a 6 mg, dopo aver lasciato trascorrere almeno 3-4 settimane,  cioè il tempo necessario affinché si instauri il completo effetto farmacologico. Nell'anziano e nei soggetti con insufficienza epatica il dosaggio dovrebbe essere ridotto a 2 mg.
È preferibile che lacidipina sia assunta alla stessa ora di ogni giorno, non importa se prima o dopo l'assunzione di cibo.

## Gravidanza e allattamento
Il farmaco non dovrebbe essere usato in gravidanza o nelle donne che allattano al seno tranne che nei casi di assoluta necessità.